# Metapsyllaephagus translineatus
Metapsyllaephagus translineatus är en stekelart som först beskrevs av Hoffer 1970.  Metapsyllaephagus translineatus ingår i släktet Metapsyllaephagus och familjen sköldlussteklar. Inga underarter finns listade i Catalogue of Life.